# Houttuynia
El género Houttuynia Thunb., 1783, nom. cons., comprende una especie de hierba y pertenece a la familia Saururaceae. Su especie tipo es H. cordata Thunb., 1783. Su nombre recuerda al naturalista y médico holandés Martinus Houttuyn (1720-1794).

## Descripción
Con las caracteres generales de la familia Saururaceae.

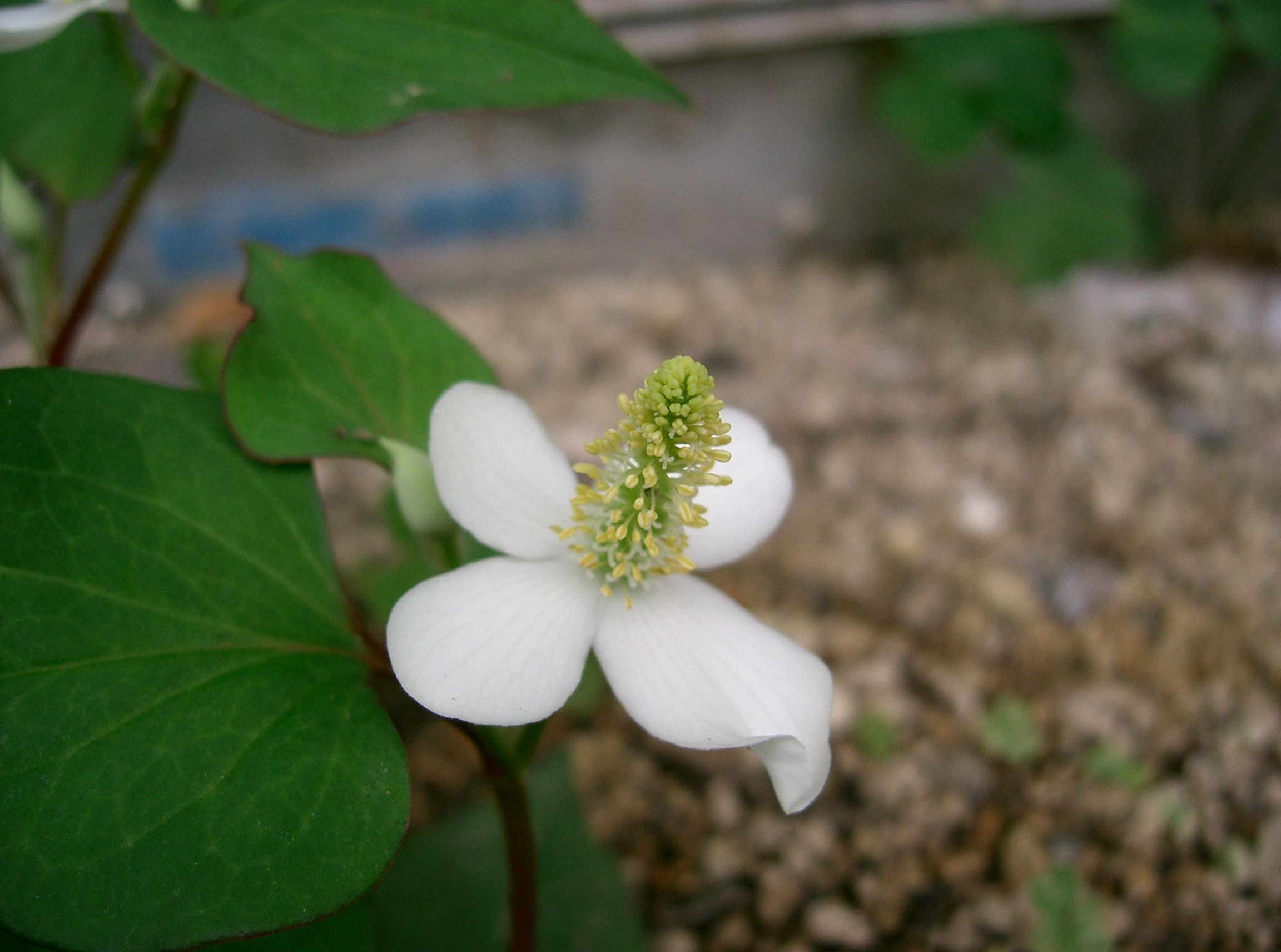
Inflorescencia de Houttuynia cordata

- Hierbas perenne, erecta o ascendente, de hasta 60 cm, estolonífera.
- Hojas palmatinervias, enteras, anchamente ovadas a cordado-ovadas, peciolos más cortos que los limbos foliares. Estípulas membranosas.
- Tallos longitudinalmente asurcados.
- Inflorescencias en espiga pedunculada, terminal u opositifolia, con 4(-8) brácteas petaloides basales blancas formando un pseudanto.
- Flores blancas, pequeñas; estambres 3(-4), opuestos a los carpelos, períginos, más largos que los estilos, los filamentos 3 × tan largos como las anteras, éstas oblongas; gineceo semiínfero, paracárpico, carpelos 3, con (6-)7-9 óvulos en cada placenta, estilos 3, recurvos.
- Fruto en cápsula subglobosa, apicalmente dehiscente.
- Número cromosómico: 2n = 24, 96.

## Ecología
Lugares húmedos, bosques, pastizales, praderas, riberas, matorrales, barrancos, cunetas, 0-2500 m.

## Distribución
El género se distribuye por el este y sudeste de Asia.

## Usos
En farmacopea tradicional se usan las hojas, y los brotes se comen como verdura. Asimismo se usa como ornamental.

## Sinonimias
- Polypara Lour., 1790. Especie tipo: P. cochinchinensis Lour., 1790.

## Táxones específicos incluidos
El género incluye una única especie:
- Houttuynia cordata Thunb., 1783 (= Polypara cochinchinensis Lour., 1790; Gymnotheca chinensis Decne., 1845; H. cordata fo. viridis J. Ohara, 1985).

Florece de abril a septiembre, fructifica de junio a octubre. China, Taiwán, Bután, India, Indonesia, Japón, Ryu-Kyu, Corea, Burma, Nepal, Tailandia, Vietnam; escapada de cultivo en otros lugares. Se conocen numerosos cultivares ornamentales.